# Беляви (гміна Яновець-Велькопольський)
Беляви (пол. Bielawy, нім. Bilau) — село в Польщі, у гміні Яновець-Велькопольський Жнінського повіту Куявсько-Поморського воєводства.
Населення — 329 осіб (2011).
У 1975-1998 роках село належало до Бидгощського воєводства.

## Демографія
Демографічна структура станом на 31 березня 2011 року:
|          | Загалом | Допрацездатний вік | Працездатний вік | Постпрацездатний вік |
| -------- | ------- | ------------------ | ---------------- | -------------------- |
| Чоловіки | 163     | 33                 | 124              | 6                    |
| Жінки    | 166     | 30                 | 114              | 22                   |
| Разом    | 329     | 63                 | 238              | 28                   |